# Ronca (rivière)
Pour les articles homonymes, voir Ronca (homonymie).
 (mai 2014).
La Ronca est une rivière française du département Haute-Corse de la région Corse et un affluent de la Figarella.

## Géographie
D'une longueur de 9,4 kilomètres, la Ronca prend sa source sur la commune de Calenzana à l'altitude 480 mètres, à 200 mètres au nord du Bocca di u Saltu. Dans sa partie haute, sur la commune de Calenzana, il s'appelle, pour Géoportail, le ruisseau de Pinzutella.
Il coule globalement du sud vers le nord.
Il conflue sur la commune de Calvi, à l'altitude 25 mètres, juste au bout et au nord de l'aéroport de Calvi-Sainte-Catherine.

### Communes et cantons traversés
Dans le seul département de la Haute-Corse, la Ronca traverse les deux communes suivantes, dans le sens amont vers aval, de Calenzana (source), Calvi (confluence).
Soit en termes de cantons, la Ronca prend source dans l'ancien canton de Calenzana, conflue dans l'ancien canton de Calvi, aujourd'hui prend source et conflue dans le même canton de Calvi, dans l'arrondissement de Calvi.

### Bassin versant
La Ronca traverse une seule zone hydrographique « Le Figarella » (Y771) est de 134 km2.

### Organisme gestionnaire
L'organisme gestionnaire est le Comité de bassin de Corse, depuis la loi corse du 22 janvier 2002.

## Affluents
La Ronca a deux affluents référencés :
- le ruisseau de l'Enferata (rg), 7,3 km sur les deux communes de Calenzana et Calvi et avec deux affluents :
  - le ruisseau de Vespalu (rg), 1,9 km sur la seule commune de Calenzana avec un affluent :
    - le ruisseau du Capu Pianu (rg), 2,1 km sur la seule commune de Calenzana.

  - le ruisseau de Campu d'Ava (rg), 2,7 km sur la seule commune de Calenzana.
- le ruisseau de Signoria (rg), 2,3 km sur la seule commune de Calvi.

### Rang de Strahler
Son rang de Strahler est de trois par le ruisseau de l'Enferata, le ruisseau de Vespalu et le ruisseau de Capu Pianu.

## Hydrologie

### Climat de Calvi
Calvi bénéficie d'un climat méditerranéen aux hivers doux et humides et aux étés chauds et secs.
Du fait de sa situation, la commune ainsi que toute la région de la Balagne sont soumis aux vents du large. Il y pleut faiblement, ce qui explique la sécheresse estivale et les grands incendies qui s'ensuivent chaque année (37 jours par an avec pluie >5 mm). Son doux climat, ses plages blondes, la chaîne de montagnes parmi les plus hautes de Corse qui l'entoure, sa fière citadelle, son passé historique, ses ports et son aéroport international sont les atouts majeurs de son expansion.
| Mois                     | jan. | fév. | mars | avril | mai  | juin | jui. | août | sep. | oct. | nov.  | déc. | année |
| ------------------------ | ---- | ---- | ---- | ----- | ---- | ---- | ---- | ---- | ---- | ---- | ----- | ---- | ----- |
| Température moyenne (°C) | 9    | 9,4  | 10,9 | 13,2  | 16,7 | 20,4 | 23,4 | 23,4 | 20,7 | 17   | 12,8  | 10   | 15,9  |
| Précipitations (mm)      | 77,6 | 70,4 | 63,8 | 62,3  | 41,1 | 25,9 | 11,8 | 25,7 | 53,8 | 80,3 | 103,7 | 82,2 | 700,9 |

L'altitude moyenne de la commune est assez basse, se situant à 81 m ; le climat sec estival et la flore sont de type méditerranéen.

## Aménagements et écologie

### Flore à Calvi
À l'étage thermoméditerranéen, soit de 1 à 100 m d’altitude aux adrets, la saison estivale sèche de deux à trois mois favorise l’olivier sauvage, l’asperge blanche, le lentisque, l’euphorbe arborescente, la clématite, etc. Plus haut, l'étage mésoméditerranéen (de 100 à 1 000 m d’altitude aux adrets, de 0 à 700 m aux ubacs), est caractérisé essentiellement par le chêne vert, les maquis à bruyère et arbousier mais aussi par le chêne-liège et le pin maritime (adret), le chêne pubescent (ubac), le châtaignier ou encore la lavande, le genêt épineux, les cistes et le lentisque.
À noter, sur la place du 1er Bataillon de choc et près de la gare, la présence d'un curieux végétal, le Phytolacca dioica ou Belombra, arbre originaire de la pampa argentine et introduit en Corse vers le milieu du XIXe siècle.